# Найдёновское сельское поселение
Найдёновское се́льское поселе́ние (укр. Найдьонівське сільське поселення, крымскотат. Табулды кой юрту, Tabuldı köy yurtu) — муниципальное образование в Красногвардейском районе Республики Крым России, в степной зоне полуострова, у границы с Белогорским районом.
Административный центр — село Найдёновка.

## История
В советское время был образован Найдёновский сельский совет. Первое упоминанием относится к 1926 году.
Сельское поселение образовано в соответствии с законом Республики Крым от 5 июня 2014 года.

## Население
| 2001  | 2014  | 2015  | 2016  | 2017  | 2018  | 2019  |
| ----- | ----- | ----- | ----- | ----- | ----- | ----- |
| 1590  | ↘1411 | ↗1414 | ↗1428 | ↘1414 | ↘1403 | ↗1407 |
| 2020  | 2021  |       |       |       |       |       |
| ↘1381 | ↘1087 |       |       |       |       |       |

## Состав сельского поселения
| № | Населённый пункт | Тип населённого пункта       | Население |
| - | ---------------- | ---------------------------- | --------- |
| 1 | Найдёновка       | село, административный центр | ↘1310     |
| 2 | Золотое          | село                         | ↘48       |
| 3 | Орловка          | село                         | ↘53       |